# Comuna Devnea, Varna
Devnea (în bulgară Девня) este o comună în regiunea Varna, Bulgaria, formată din orașul Devnea și satele Kipra și Padina. 

## Demografie
Componența etnică a comunei Devnea
     Nicio identificare (10,69%)
     Romi (6,01%)
     Bulgari (73,98%)
     Turci (7,53%)
     Altele (1,76%)
La recensământul din 2011, populația comunei Devnea era de 8.730 locuitori. Din punct de vedere etnic, majoritatea locuitorilor (73,98%) erau bulgari, existând și minorități de turci (7,53%) și romi (6,01%). Pentru 10,69% din locuitori nu este cunoscută apartenența etnică.